# 阿史那懐道
阿史那 懐道（あしな かいどう、拼音：Āshǐnà Huáidào、生没年不詳）は、西突厥の可汗。阿史那斛瑟羅の子。右屯衛大将軍・光禄卿・太僕卿・十姓可汗・濛池都護となる。

## 生涯
左衛大将軍兼平西軍大総管の阿史那斛瑟羅が亡くなると、武周は子の懐道を右武衛将軍とした。
長安4年（704年）、武周は懐道を十姓（オン・オク：西突厥）可汗・濛池都護とした。
神龍年間（705年 - 707年）、さらに懐道は右屯衛大将軍・光禄卿・太僕卿・十姓可汗・濛池都護となった。
懐道が亡くなると、子の阿史那昕が後を継いで十姓可汗となる。

## 子女
- 阿史那昕 - 十姓可汗・開府儀同三司・濛池都護
- 交河公主 - 蘇禄の妻

## 参考資料
- 『旧唐書』列伝一百四十四下 突厥下
- 『新唐書』列伝一百四十下 突厥下
- 佐口・山田・護訳注『騎馬民族誌２正史北狄伝』（1972年、平凡社）